# Leonardo Mazzantini
Pour les articles homonymes, voir Mazzantini.
Leonardo Mazzantini, né le 6 septembre 1953 à Empoli (Toscane), est un coureur cycliste italien, professionnel de 1977 à 1983.

## Palmarès

### Palmarès amateur
- 1973
  - Coppa Lanciotto Ballerini
  - Trophée Vasco Jacoponi
  - 2e du Tour de la Vallée d'Aoste
- 1974
  - 3e du Tour de Lombardie amateurs
- 1976
  - Coppa Bologna
  - Tour de Vénétie et des Dolomites
  - 1re étape de la Semaine cycliste bergamasque
  - 2e du Tour de la Vallée d'Aoste
  - 2e de Florence-Viareggio

### Palmarès professionnel
| - 1978 - 3e du Tour de la province de Reggio de Calabre - 1979 - Coppa Sabatini - Grand Prix de Montelupo - 3e du Tour de Suisse | - 1980 - 2e du Grand Prix de Prato - 2e de la Cronostaffetta - 1981 - Tour de Campanie |

## Résultats sur les grands tours

### Tour d'Italie
6 participations
- 1977 : 77e
- 1978 : 28e
- 1979 : 81e
- 1980 : 43e
- 1981 : 47e
- 1982 : 24e